# Quảng trường Kathmandu Durbar
Quảng trường Hoàng cung Kathmandu (Basantapur Durbar Khsetra) nằm trước cung điện hoàng gia cũ của vương quốc Kathmandu là một trong ba quảng trường Hoàng cung tại Thung lũng Kathmandu ở Nepal. Tất cả đều là một phần của Di sản thế giới Thung lũng Kathmandu được UNESCO công nhận từ năm 1979.
Một số tòa nhà của quảng trường đã sụp đổ trong trận động đất vào ngày 25 tháng 4 năm 2015, đáng chú ý nhất là Kasthamandap, một công trình bằng gỗ có niên đại hàng thế kỷ. Bao quanh quảng trường là tập hợp của các công trình kiến trúc ngoạn mục, thể hiện sinh động nhờ tài năng của các nghệ sĩ và thợ thủ công người Newar qua nhiều thế kỷ. Cung điện Hoàng gia ban đầu đặt tại quảng trường Dattaraya nhưng sau đó đã được chuyển về quảng trường Hoàng cung.
Quảng trường Hoàng cung Kathmandu là nơi có các cung điện của các vị vua Malla và Shah cai trị thành phố. Cùng với các cung điện này, quảng trường bao quanh hình tứ giác tạo thành khoảng sân có các ngôi đền. Nó thường được biết đến là Quảng trường Hoàng cung Hanuman Dhoka, cái tên bắt nguồn từ bức tượng Hanuman, vị thần khỉ của Rama ở lối vào của cung điện.

## Điểm tham quan
Quảng trường là nơi có cung điện Hanuman Dhoka, nơi ở của hoàng gia Nepal cho đến thế kỷ 19 và là nơi diễn ra các nghi lễ quan trọng, như lễ đăng quang của quốc vương Nepal. Cung điện được trang trí với các cửa sổ và tấm gỗ được chạm trổ công phu và là nơi đặt Bảo tàng Tưởng niệm vua Tribhuwan và bảo tàng Mahendra. Có thể đến thăm các phòng quốc gia bên trong cung điện.
Hết lần này đến lần khác, các đền thờ và cung điện trong quảng trường đã được xây dựng lại sau khi bị hư hại do tự nhiên hoặc bỏ rơi. Hiện tại có ít hơn mười hình tứ giác trong quảng trường. Những ngôi đền đang được bảo tồn như là di sản quốc gia và cung điện đang được sử dụng làm bảo tàng. Chỉ có một số phần của cung điện được mở cho du khách và đền Taleju chỉ mở cho những người theo đạo Hindu và Phật giáo.
Cuối phía nam quảng trường là một trong những điểm thu hút tò mò nhất ở Nepal, Kumari Chok. Chiếc lồng mạ vàng chứa Raj Kumari, một cô gái được lựa chọn thông qua quá trình tuyển chọn cổ xưa và thần bí để trở thành nhân vật hóa thân thành nữ thần mẹ Hindu Durga. Trong những lễ hội như là Indra Jatra, cô ấy được mang từ nơi này sang nơi khác trên cỗ xe.